# Autobahn 2 (Belgien)
Die belgische Autobahn 2, französisch Autoroute 2, niederländisch Autosnelweg 2 genannt, stellt mit einer Länge von 88 Kilometern eine der wichtigsten Autobahnverbindungen von Deutschland, der niederländischen Provinz Limburg sowie der belgischen Provinz Limburg mit dem Hafen von Antwerpen und der Hauptstadt Brüssel dar. Sie wurde Anfang der 1970er Jahre geplant und Mitte dieses Jahrzehnts fertiggestellt.
Die Autobahn verläuft von Löwen Heverlee A3 bzw. E40 über Hasselt. Am Autobahnkreuz Lummen wird die A2 von der A13 bzw. E313 gekreuzt. Hier befindet sich die Rennstrecke Circuit Zolder. Im Maasland wurde im Jahr 2004 damit begonnen eine Grünbrücke zu bauen. Diese verbindet zwei Naturschutzgebiete. Im Jahr 2005 wurde das Bauwerk fertiggestellt. Bei der Ortschaft Stein an der niederländischen Grenze geht die Autobahn in die A76 über, die weiter nach Aachen in Deutschland und dort auf die A4 nach Köln führt.

## Verlauf als Europastraße
Auf der gesamten Strecke wird sie gleichzeitig als E 314 geführt. 

## Bildergalerie

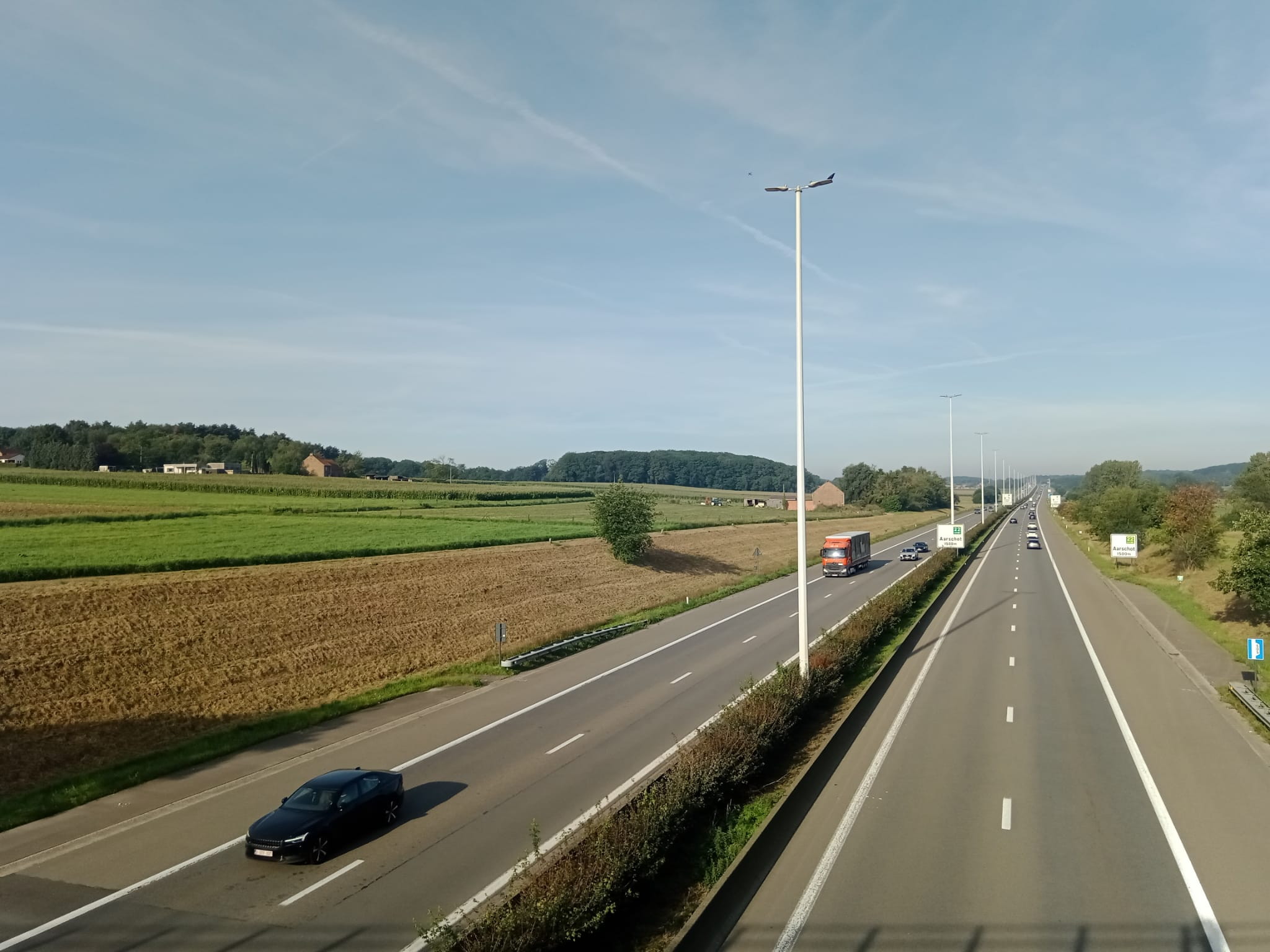
A2 bei Aarschot
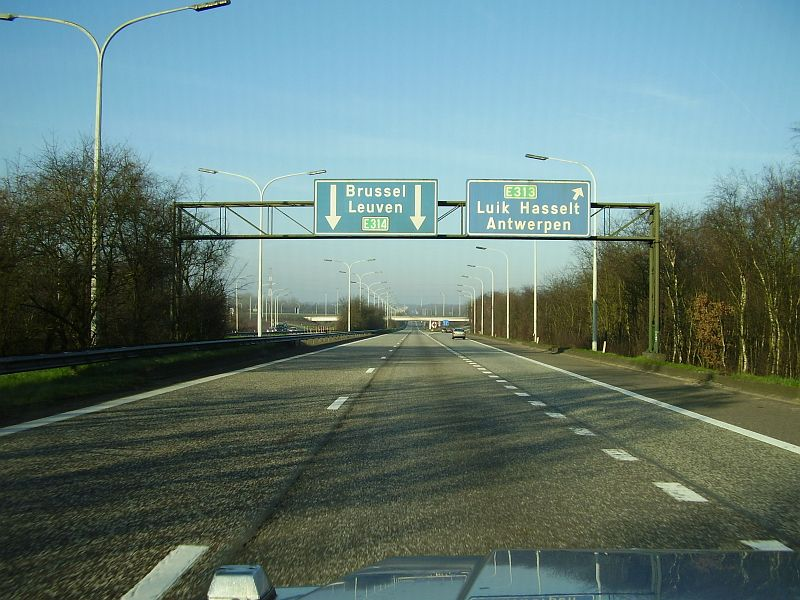
Autobahnkreuz Lummen
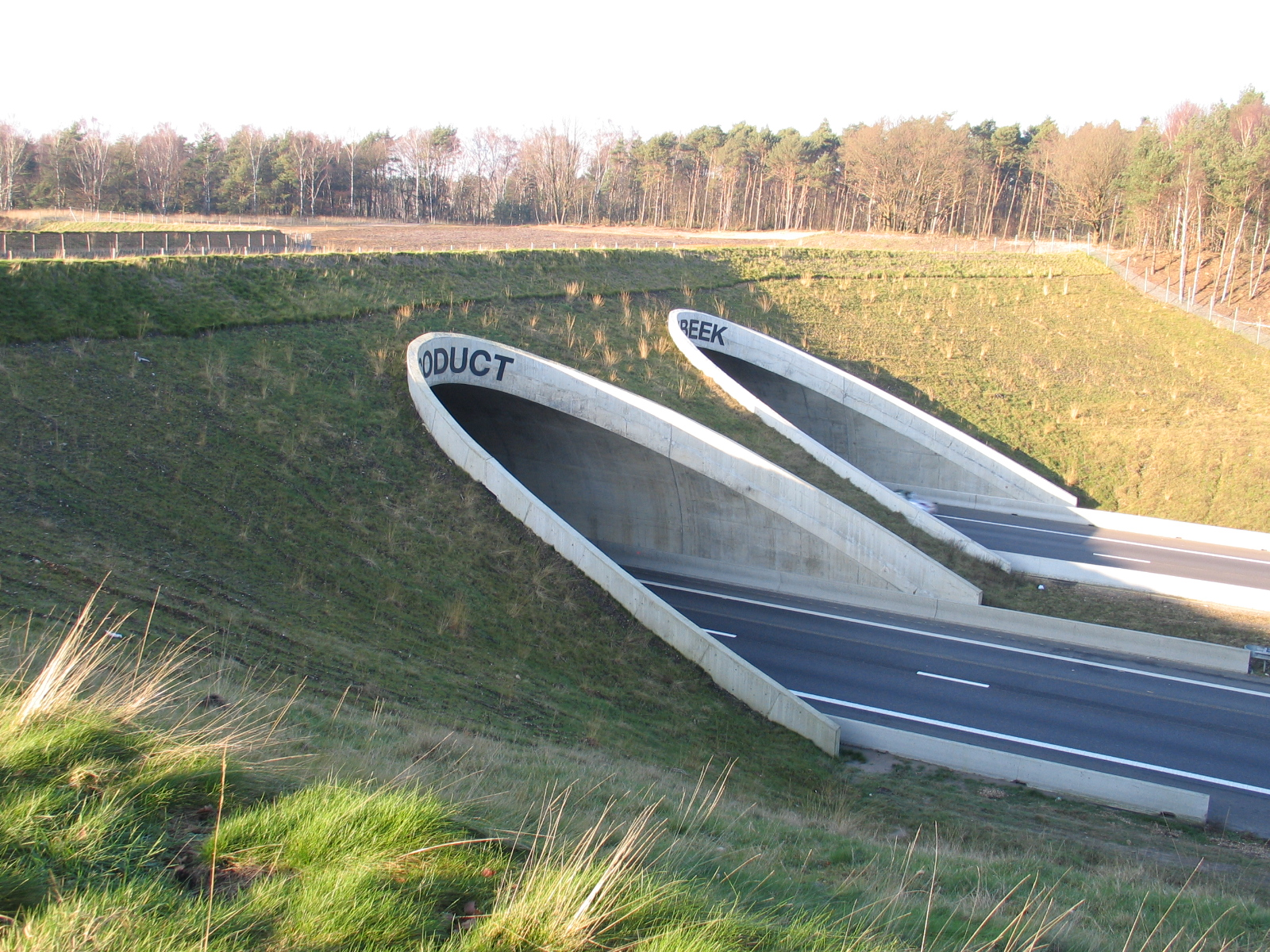
Grünbrücke Ecoduct Kikbeek
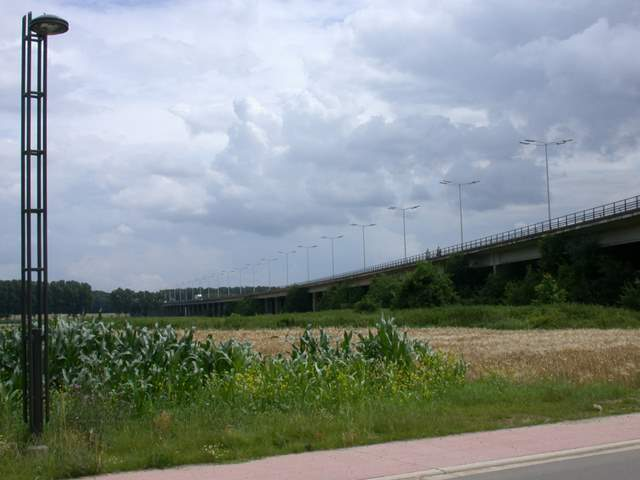
Scharbergbrug über die Maas